# Mitsuru Satō
Mitsuru Satō (jap. 佐藤満 Satō Mitsuru; ur. 21 grudnia 1961 w Hachirōgata) – japoński zapaśnik w stylu wolnym. Dwukrotny olimpijczyk. Złoty medalista z Seulu 1988 i szósty w Barcelonie 1992 w kategorii 52 kg.
Srebrny medalista mistrzostw świata w 1986; brąz w 1985 i 1987. Złoty medal na igrzyskach azjatyckich w 1986. Mistrz Uniwersjady w 1981 roku.